# Sentier de la Roche Écrite
Le sentier de la Roche Écrite est un sentier de randonnée français situé à La Réunion, sur le territoire de la commune de Saint-Denis. Il grimpe jusqu'au sommet de la Roche Écrite, au cœur du parc national de La Réunion. Il se confond avec le GR R2 dans sa partie basse jusqu'au gîte de la Roche Écrite.